# حق في الخصوصية

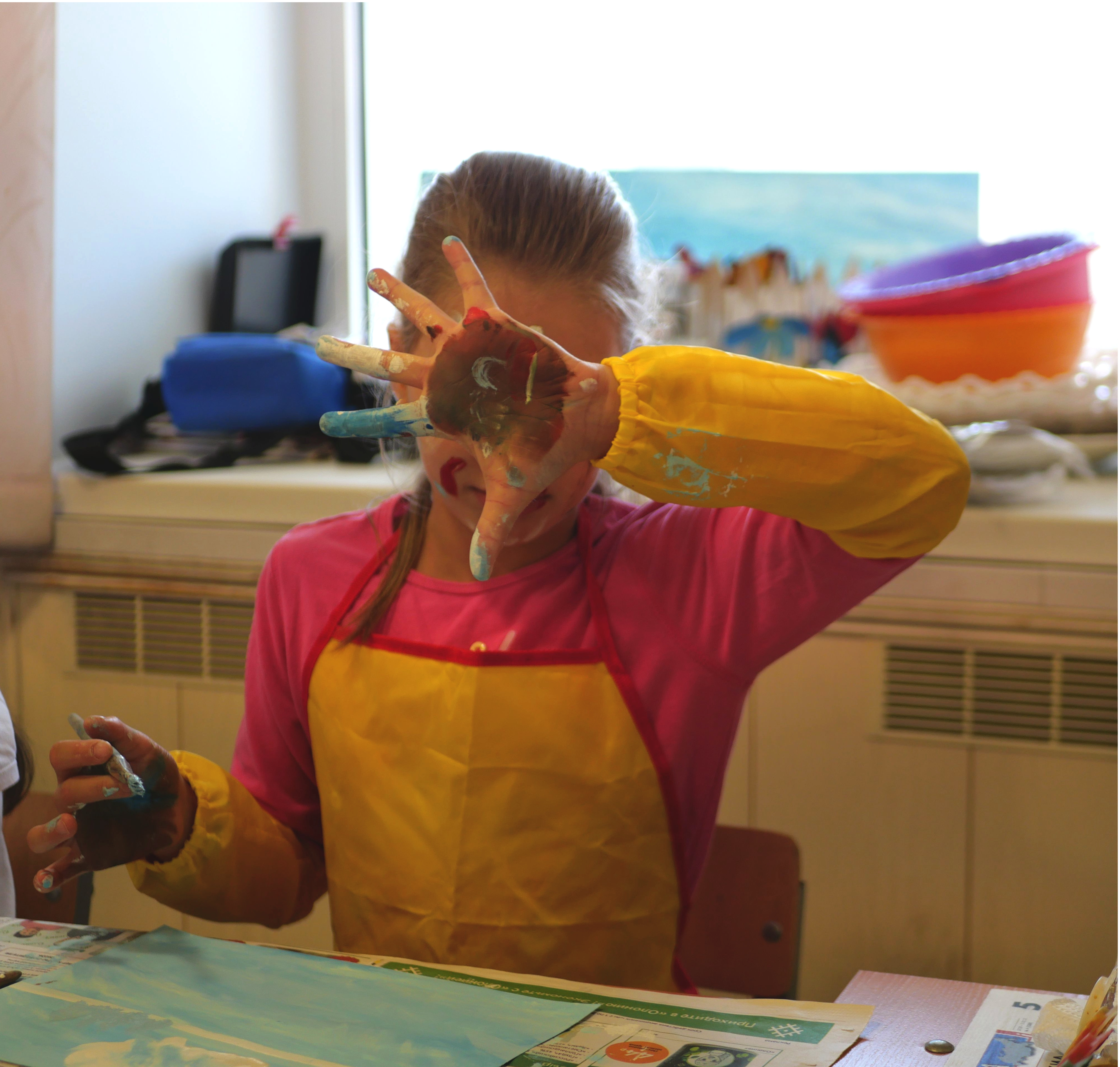
حق الخصوصية هو حق فردي يحمي الشخص من التدخل في شؤونه الخاصة. يتضمن هذا الحق حماية المعلومات الشخصية، مثل البيانات المالية والصحية، ويعطي الأفراد السيطرة على كيفية استخدام معلوماتهم. يعتبر حق الخصوصية أساسياً في المجتمع، حيث يساهم في الحفاظ على الكرامة والحرية الشخصية.

## الخلفية
وتستخدم الخصوصية نظرية الحقوق الطبيعية، وعموما فإنها تستجيب لتقنية المعلومات والاتصالات الجديدة. وفي أمريكا الشمالية كتب صاموئيل د. وارن ولويس بارنديز أن الخصوصية هي «الحق في أن تُترك وحيدا» (وارن وبارنديز، 1890) والذي يركز على حماية الأفراد، وقد ظهرت تلك المنهجية استجابة للتطورات التقنية الجديدة مثل: التصوير الفوتوغرافي وصحافة الإثارة والتي تُعرف أيضا باسم الصحافة الصفراء. وقد أعلن وارين وبرانديس أن المعلومات التي كان يتم إخفاؤها وتمثل خصوصية من قبل يمكن أن تصبح الآن «منتشرة للغاية»
وبطبيعة حقوق الشخصية فإنها تتشابك مع تقنية المعلومات، ولقد اعتمد بارنديز في رأيه المخالف الرائج في الأوساط الأكاديمية في ألمسيستيد ضد الولايات المتحدة (1928) على أفكاره التي طورها في مقالته في مجلة هارفارد لو ريفيو في عام 1890، ولكن في رأيه المخالف فإنه قد ذهب بعيدا في القول ب«أن الحكومة تعد... من بين الكيانات التي تنتهك الخصوصية»، وكتب أيضا «الاكتشافات والاختراعات جعلتا بإمكان الحكومة، بأساليب فعالة، الكشف في المحكمة عن ماذا يُهمس في الأماكن الخاصة»، لكن بارنديز الآن غيّر تركيزه حيث قال أن مسائل الخصوصية الشخصية مرتبطة أكثر بالقانون الدستوري. وفي ذلك الوقت كانت الهواتف في كثير من الأحيان ملكا مشتركا وخطوطا جماعية مشتركة وربما كان مُشغّلو الهواتف فضوليين. وبحلول الفترة التي عاصرها كاتز في عام 1967، فإن الهواتف أصبحت أجهزة شخصية مع خطوط خاصة غير مشتركة في المنازل، وأصبحت التحويلة إلكتروميكانيكية. وفي عام 1970 بدأت التقنيات الحاسوبية وأجهزة التسجيل الجديدة في إثارة مخاوف متعلقة بالخصوصية مما أدى إلى وضع مبادئ للممارسات العادلة للمعلومات.

### التعريفات
وجدت في السنوات الأخيرة محاولات قليلة للتحديد الدقيق والواضح ل«الحق في الخصوصية»، ويؤكد بعض الخبراء أن الحق في الخصوصية «يجب ألا يتم تعريفه على أنه حق قانوني منفصل» على الإطلاق، وعزوا ذلك إلى أن القوانين الحالية المتعلقة بالخصوصية يجب أن تكون كافية.) بينما قام خبراء آخرون مثل العميد بروسير بإيجاد «أرضية مشتركة» بين القضايا الرئيسية المتعلقة بالخصوصية في نظام المحاكم على الأقل في صياغة تعريف لكنه فشل في ذلك. وقدمت مدرسة للقانون في الكيان الإسرائيلي أطروحة حول «الخصوصية في البيئة الرقمية» التي تشير إلى أن «الحق في الخصوصية يجب أن يُنظر إليه كحق مستقل يستحق حماية قانونية في حد ذاته»، ولذلك فإنها اقترحت تعريفا عمليا ل«الحق في الخصوصية»:

«الحق في الخصوصية هو حقنا في الاحتفاظ بالنطاق الذي يحيطنا والذي يشمل كل الأشياء التي تعد جزءًا منا، مثل: الجسم، المنزل، الممتلكات، الأفكار، المشاعر، الأسرار والهوية. ويمنحنا الحق في الخصوصية القدرة على اختيار أي جزء من هذا النطاق يمكن للآخرين الوصول إليه، والتحكم في مدى وطريقة وتوقيت استخدام الأجزاء التي اخترنا الكشف عنها». 

===حق المرء في أن يكون وحده=== 

في الولايات المتحدة في عام 1890، قام المحاميان صاموئيل وارين ولويس بارنديز بكتابة مقالة بعنوان: «الحق في الخصوصية»، وقد دافعا في المقالة عن فكرة «حق المرء في أن يُترك وحده» وجعلاها كتعريف للخصوصية، هناك تفسيرات واسعة لمعنى «أن تُترك وحدك» من بينها حق الشخص في الانعزال والابتعاد عن انتباه وملاحظة الآخرين له متى أراد، والحق في أن يكون في مأمن من الانتقادات وأن يكون تحت المراقبة والملاحظة في إطار خاص مثل: منزل الشخص. بالرغم من أن هذا المفهوم القانوني القديم مبهم ولا يوضح معنى الخصوصية بطريقة يَسهُل فيها سن حماية قانونية للخصوصية إلا أنه عزز مفهوم حقوق الخصوصية للأفراد وساهم في بدء إرث واسع من نقاشات عن هذه الحقوق. 

الوصول المحدود
يقصد بالوصول المحدود قدرة الشخص على المشاركة في المجتمع والأنشطة الاجتماعية دون أن يقوم أفراد أو منظمات بجمع معلومات عنه 

وتصور العديد من المنظّرين الخصوصية كنظام للحد من الوصول إلى معلومات شخصية. كتب إدوين لورانس جودكين في أواخر القرن التاسع عشر:«لا يوجد أحق من الحياة الخاصة بالحماية القانونية أو بعبارة أخرى، من حق كل إنسان أن يحتفظ بشؤونه لنفسه وأن يقرر لأي مدى يمكن أن يكون موضع المراقبة العامة وأحاديث الناس». وقد اعتمدت سيسيلا بوك منهجا يشبه منهجها قدمه روث غافيسون ) قبلها بتسع سنوات ، قائلة عن الخصوصية: «هي الحالة التي تكون فيها محميا من الوصول الغير مرغوب فيه من قبل الآخرين وذلك يشمل الوصول المادي والمعلومات الشخصية أو الانتباه»  

التحكم بالمعلومات

يعني مفهوم تحكم الشخص بمعلوماته الشخصية «الخصوصية هي مطالبة الأفراد أو المجموعات أو المؤسسات بأن تحدد لنفسها متى وكيف وإلى أي مدى تنتقل معلوماتهم إلى الآخرين» قال تشارلز فريد بأن: «الخصوصية هي ليست ببساطة غياب معلومات عنا في أذهان الآخرين بل هي تحكمنا بالمعلومات الموجودة عنا» ، التحكم بالمعلومات الشخصية هي واحدة من أشهر النظريات حول معنى الخصوصية.
تاريخ الخصوصية  

لمزيد من المعلومات: قوانين الخصوصية في الولايات المتحدة. 

```
إن الخصوصية لها جذور تاريخية في النقاشات الفلسفية، وأكثرها شهرة نقاش أرسطو في تمييزه بين مجالين في الحياة: المجال العام للمجتمع السياسي المرتبط بالحياة السياسية والمجال الخاص للعائلة المرتبط بالحياة المنزلية، 
[
10
]
 ولم تظهر الأطروحات المنهجية للخصوصية في الولايات المتحدة حتى عام 1890 مع بداية تطور قانون الخصوصية في أمريكا.
[
10
]
 
```

التكنولوجيا 

ومع التطور التكنولوجي تغيرت طرق حماية الخصوصية وانتهاكها، وفي حالة بعض التقنيات مثل الصحافة المطبوعة أو الإنترنت فإن زيادة القدرة على مشاركة المعلومات يمكن أن تؤدي إلى طرق جديدة يمكن أن تنتهك الخصوصية. من المجمع عامة أن أول منشور دعا إلى حماية الخصوصية في الولايات المتحدة كان مقالة «الحق في الخصوصية» لصاموئيل وارن ولويس بارنديز المنشورة في هاردفارد لو ريفيو 193 (1890)، والتي غالبا تمت كتابتها استجابة للزيادة في الصحف والصور التي ظهرت بفعل تقنيات الطباعة. 

ويمكن للتقنيات الجديدة القيام بطرق جديدة لجمع المعلومات الخاصة، على سبيل المثال كان يُعتقد في الولايات المتحدة أن أجهزة الاستشعار الحرارية يراد استخدامها للعثور على عمليات زراعة الماريجوانا يمكن أن يكون مقبولا، لكن في عام 2001 في قضية كيلو ضد الولايات المتحدة (533 يو اس 27) تقرر أن استخدام أجهزة التصوير الحراري يمكن أن تكشف عن معلومات لم تكن معروفة، وبدون إذن قضائي فإن يشكل الأمر انتهاكا للخصوصية. 

وبشكل عام فإن زيادة القدرة على جمع وإرسال المعلومات نتج عنها نتائج سلبية على الخصوصية، وكلما تصبح أنظمة المعلومات شائعة على نطاق واسع، كلما تزداد المعلومات المخرنة في العديد من قواعد البيانات في أنحاء العالم والتي لا يعرف عنها الأفراد أو يتحكمون بالمعلومات عن أنفسهم التي ربما وصل إليهم آخرون أو يمكنهم الوصول إليها. معلومات كهذه يحتمل أن يتم بيعها من أجل الربح أو يمكن استخدامها لأغراض يجهلها أو لم يوافق عليها الشخص المعني، ولقد أصبح مفهوم خصوصية المعلومات أكثر أهمية مع تزايد الأنظمة التي تتحكم بالمعلومات. لكن أيضا يمكن أن تكون عواقب انتهاكات الخصوصية وخيمة أكثر، لقد تم تعديل قوانين الخصوصية في كثير من البلاد لتتكيف مع التغيرات في التكنولوجيا مع أجل معالجة هذه المشاكل وإلى حد ما الحفاظ على حقوق الخصوصية، لكن توجه انتقادات للنظام العالمي الحالي لحقوق الخصوصية على أنه غير مترابط وغير فعال، مع ذلك ظهرت مقترحات مثل مقترح منظمة التعاون الاقتصادي لدول آسيا والمحيط الهادئ (آبك) لنظام الخصوصية الذي وُضع لتوفير الإطار القانوني الأول حول مسألة خصوصية البيانات العالمية. 

وهناك نظريات مختلفة حول الخصوصية والتحكم فيها، ويعرّف «نموذج الانتهاك» انتهاك الخصوصية بأنها الأعمال العدائية التي يقوم بها المقترف الذي يتسبب بضرر مباشر لفرد ما، ويعد ذلك كرد فعل لحماية الخصوصية لأنه ينبغي الانتظار حتى التأكد من حصول انتهاك بدلا من التحرك لحماية الشخص المنتهكة خصوصيته، وأحيانا من خلال عقوبات جنائية لمن ينتهكون خصوصية الآخرين، وفي نموذج الانتهاك فإن هذه الطريقة في التعامل مع العقوبات الجنائية يفترض أن تكون رادعة، ويعرّف «نموذج السرية» انتهاك الخصوصية بأنه الكشف بالمراقبة عن معلومات كتمها الشخص أو أخفاها. ويرى «نموذج الحرية السلبية» الخصوصية على أنها التحرر من أي انتهاك بدلا من أن تكون حقا وبذلك فإنها تخالف النظرة الشائعة «للحق في الخصوصية»، وأخيرا: ينص «نموذج عدم الوصول» على أن الخصوصية هي الحالة التي يكون فيها الشيء في معزل من أن يصل إليه شيء. ولدى دانيال سولوف-بروفيسور القانون في جامعة جورج واشنطن- نظرية في الخصوصية، هو يرى بأن تصور وجهة نظر عن الخصوصية لن يحل المسألة، لأنه توجد العديد من العناصر المختلفة والمترابطة التي تدخل في الخصوصية وحمايتها وليس عنصرا محوريا واحدا. ولهذا اقترح سولوف بأن يتم النظر في هذه القضايا من الأسفل إلى الأعلى والتركيز على مشاكل الخصوصية. وغالبا ما قد يغفل الناس عن حقيقة أن عوامل معينة في مشاكل الخصوصية ناتجة عن هيكلة الخصوصية نفسها، ولذلك يجب تغيير الهيكل بحيث أن يتعلم الناس النظر إلى الخصوصية كهيكل اجتماعي وقانوني، وذكر أيضا أنه يجب على الناس إعادة تعريف العلاقة بين الخصوصية والشركات والحكومة، إن المشاركة في عوامل معينة للخصوصية للحكومة والشركات يجب أن تسمح للناس باختيار ما إذا كانوا يرغبون في أن يكونوا جزءا من جوانب معينة من عملهم والتي يتم من خلالها التعدي على الخصوصية. 

«حق» فردي 

يعتقد آلان ويستن أن التكنولوجيا الجديدة تغير التوزان بين الخصوصية والكشف، وأن حقوق الخصوصية قد تحد من مراقبة الحكومة لحماية العملية الديمقراطية. ويعرّف ويستن الخصوصية أنها«مطالبة الأفراد والمجموعات أو المؤسسات بالتحديد لأنفسهم متى وكيف ولأي مدى تُرسل معلومات عنهم إلى الآخرين»، ويصف ويستن أربع حالات للخصوصية: العزلة، الحميمية، الغفلية والتحفظ. وهذه الحالات يجب أن تحقق الموازنة بين المشاركة والأعراف: 

«كل فرد يقوم بشكل مستمر بعملية ضبط شخصية والتي يقوم فيها بالموازنة بين الرغبة في الخصوصية والرغبة في الكشف ومشاركة أمور شخصية مع الآخرين في ضوء الظروف البيئية والأعراف الاجتماعية التي يضعها المجتمع الذي يعيش فيه، آلان ويستن، الخصوصية والحرية، 1968». 

وفي ظل النظم الديمقراطية الليبرالية فإن الخصوصية تخلق مساحة منفصلة عن الحياة السياسية والتي تمنح الاستقلالية مع ضمان الحريات الديمقراطية في حرية التنظيم والتعبير.
ويعتقد ديفيد فلاهرتي أن قواعد البيانات الحاسوبية المتصلة بالشبكة تمثل تهديدا للخصوصية، وطور «حماية البيانات» كجانب من الخصوصية والتي تشتمل على «جمع واستخدام ونشر المعلومات الشخصية»، ويشكل هذا المفهوم الأساس للممارسات العادلة لتبادل المعلومات المستخدمة من قبل الحكومات على مستوى العالم، ويعبر فلاهرتي عن فكرة الخصوصية على أنها التحكم بالمعلومات، «يرغب الأفراد في أن يُتركوا وحيدين وأن يمارسوا بعض التحكم في كيفية استخدام المعلومات المتعلقة بهم». 

ويركز ريتشارد بوسنر ولورانس ليسج على الجوانب الاقتصادية للتحكم بالمعلومات الشخصية، وانتقد بوسنر الخصوصية لإخفائها المعلومات الأمر الذي يقلل من فاعلية السوق، وبالنسبة لبوسنر فإن التوظيف يعني بيع الذات في سوق العمل والذي يعتقد أنه مثل بيع المنتجات، وأي «عيب» يوجد في «المنتج» لا يبُلغ عنه يعتبر خداعا. وبالنسبة إلى ليسج فإن انتهاكات الخصوصية على الإنترنت يمكن ضبطها بسن قواعد وقوانين، ويزعم ليسج «أن حماية الخصوصية ستكون أقوى إذا رأى الأفراد أنها حق مثل حق الملكية»، وأنه «يجب على الأفراد أن يكونوا قادرين على التحكم بالمعلومات عن أنفسهم». إن النهج الاقتصادي تجاه الخصوصية يجعل من الصعب الحفاظ على المفاهيم المجتمعية عن الخصوصية. 

قيمة جمعية وحق إنساني  

وكانت هناك محاولات لإعادة صياغة الخصوصية على أنها حق أساسي من حقوق الإنسان الجوهرية التي تعتبر قيمة اجتماعية ومكونا جوهريا في سير المجتمعات الديمقراطية. يقترح أميتاي إتزيوني نهج المجتمع التعاوني للخصوصية، وهذا يتطلب ثقافة أخلاقية مشتركة لإقامة النظام الاجتماعي،  ويرى إتزيوني أن «الخصوصية هي مجرد أمر واحد جيد ضمن العديد من الأمور الأخرى»، وأن آثار التكنولوجيا تعتمد على المساءلة والرقابة المجتمعية  ويدعي أن قوانين الخصوصية تؤدي إلى زيادة فقط الرقابة الحكومية عن طريق إضعاف الضوابط الاجتماعية غير الرسمية. وعلاوة على ذلك فإن الحكومة لم تعد التهديد الوحيد أو تشكل تهديدا لخصوصية الناس، ولاحظ إتزيوني أنه هناك شركات استثمار للبيانات أو «تجار الخصوصية» الذين يجنون الربح من بيع ملفات معلومات شخصية ضخمة بما في ذلك بيع القرارات الشرائية وحركة مرور البيانات على الإنترنت لمن يدفع أكثر. على الرغم من أن البعض لا يعتبرون جمع المعلومات الخاصة أمرا مكروها عندما يستخدم لأغراض تجارية فقط من قبل القطاع الخاص، إلا أن المعلومات التي تقوم الشركات بتخزينها ومعالجتها هي متاحة أيضا للحكومة، لذلك فإنه لم يعد ممكنا حماية الخصوصية عن طريق حد الدولة فقط. 

وترى بريسيلا ريغان أن المفاهيم الفردية للخصوصية فشلت فلسفيا وفي السياسات، وهي تدعم القيمة الاجتماعية للخصوصية مع ثلاثة أبعاد: مشاركة التصورات، القيم العامة والمكونات الجمعية. إن تشارك الأفكار حول الخصوصية يتيح حرية الاعتقاد وتنوع الأفكار، ويضمن القيم العامة المشاركة الديمقراطية بما في ذلك حريات التعبير والتنظيم وتقييد السلطات الحكومية. وتصف المكونات الجمعية الخصوصية على أنها مكون جماعي لا يمكن تقسيمه. وتهدف ريغان إلى تعزيز مطالب الخصوصية في وضع السياسات: «إذا اعترفنا بالخصوصية على أنها قيمة جمعية أو قيمة عامة جيدة بالإضافة إلى القيم العامة والمشتركة للخصوصية فسيكون لدى مناصري حماية الخصوصية أساسا قويا لبناء الدعوة إلى حمايتها». 

وتقول ليزلي ريغان شيد أن حق الإنسان في الخصوصية ضروري من أجل المشاركة الديمقراطية الهادفة وأنه يضمن كرامة الإنسان واستقلاله الذاتي، وتعتمد الخصوصية على العرف من أجل معرفة طريقة نشر المعلومات وما إذا كان مناسبا ذلك. وانتهاكات الخصوصية تعتمد على السياق.كان لحق الإنسان في الخصوصية سابقة في إعلان الأمم المتحدة لحقوق الإنسان: «كل شخص لديه الحق في حرية الرأي والتعبير، وهذا الحق يشمل حريته في اعتناق الآراء دون تدخل أحد، وطلب، تلقي ونقل المعلومات والأفكار عن طريق أية وسيلة بغض النظر عن الحدود». وتعتقد شيد أنه يجب أن ينظر الناس إلى الخصوصية من منظور يركز على الناس وليس من خلال التركيز على السوق.

## قانون الخصوصية
قانون الخصوصية هو مجال قانوني يهتم بحماية والحفاظ على حقوق الخصوصية للأفراد، بالرغم من أنه لا يوجد قانون مقبول عالميا للخصوصية، إلا أن بعض المنظمات تشجع على فرض مفاهيم معينة من قبل بلدان معينة، على سبيل المثال: تنص المادة 12 من الإعلان العالمي لحقوق الإنسان على أنه: 

«لا يجوز تعريض أحد للتدخل التعسفي في خصوصياته، شؤونه العائلية، المنزلية أو مراسلاته ولا المساس بشرفه وسمعته، كل الأشخاص لديهم حق حماية القانون لهم ضد تدخلات أو انتهاكات كهذه».

### أستراليا
إن قانون الخصوصية 1988 هو من مسؤوليات مكتب مفوض المعلومات الأسترالي، وقد تطور قانون الخصوصية في أستراليا خلال عدة سنوات، وتوسع الإدخال الأولي لقانون الخصوصية في عام 1998 ليشمل القطاع العام خاصة الدوائر الحكومية الفيدرالية في إطار مبادئ خصوصية المعلومات، ويمكن أن تخضع الجهات الحكومية للولايات للدولة بناء على تشريعات الخصوصية، وهذا مبني على متطلبات الخصوصية والتي تنطبق على مزودي الاتصالات السلكية واللاسلكية (تحت الجزء 13 من قانون الاتصالات السلكية واللاسلكية 1997) ومتطلبات السرية المطبقة على التعاملات المصرفية والقانونية وبين العلاقة المريض والطبيب. 

وتم توسيع قانون الخصوصية 1988 ليشمل في عام 2000 القطاع الخاص مع وضع مبادئ الخصوصية الوطنية، والتي دخلت حيز التنفيذ في 2001، وأستثنيت الشركات الصغيرة التي تبلغ مبيعاتها السنوية 3 ملايين دولار من الالتزامات المنصوصة في مبادئ الخصوصية الوطنية لكن مع بعض الاستثناءات مثل الشركات التي تتعامل مع المعلومات الشخصية بشكل رئيسي. 

وفي عام 2008 أجرت لجنة إصلاح القانون الأسترالي (ايه ال ار سي) مراجعة لقانون الخصوصية الأسترالي، وكان تقرير «لمعلوماتك» واحدا من أكبر التقارير التي نشرتها على الإطلاق لجنة إصلاح القانون الأسترالي، وكان من بين التوصيات توحيد كل من مبادئ خصوصية المعلومات ومبادئ الخصوصية الوطنية وتشكيل ما يعرف الآن بمبادئ الخصوصية الأسترالية. 

وقد نُفذت هذه التوصية وغيرها من التوصيات من قبل الحكومة الأسترالية عن طريق قانون تعديل الخصوصية 2012 (تعزيز حماية الخصوصية).

```
ودخلت «مبادئ الخصوصية الأسترالية» حيز التنفيذ إلى جانب تغيرات رئيسية للقانون في 12 مارس 2014، واتبع الهيكل الجديد لمبادئ الخصوصية دورة المعلومات ودمج مفاهيم رئيسية ناشئة للخصوصية، ويشمل ذلك مفهوم الخصوصية عن طريق التصميم الذي يأخذ في الاعتبار الخصوصية في جميع المراحل الهندسية. 
```

وحاليا يوجد 14 مبدأ للخصوصية الأسترالية:
1. إدارة المعلومات الشخصية بشكل منفتح ويتسم بالشفافية.
2. إخفاء الهوية والاسم المستعار.
3. جمع المعلومات الشخصية التي طُلبت.
4. التعامل مع معلومات شخصية لم تعطَ بشكل طوعي.
5. الإخطار بجمع معلومات شخصية.
6. استخدام أو كشف معلومات شخصية.
7. التسويق المباشر.
8. الإفصاح العابر للحدود عن المعلومات الشخصية.
9. اعتماد واستخدام أوالكشف عن أمور مميزة مرتبطة بالحكومة.
10. نوعية المعلومات الشخصية.
11. أمن المعلومات الشخصية.
12. الوصول إلى معلومات شخصية.
13. تصحيح المعلومات الشخصية.

#### قوانين الخصوصية الأسترالية الأخرى
توجد مجموعة من القوانين التي تمنح الحماية للخصوصية في أستراليا، وتشمل –لكنها غير محصورة بها: قانون الاتصالات 1997، قانون الرسائل الغير مرغوب فيها 2006، قانون لا تتصل بالسجل 2009، الالتزامات السرية العامة الناشئة عن بعض العلاقات المهنية بما في ذلك المحامين والأطباء وغيرهم من مقدمي الخدمات الصحية، تشريعات الولايات بما في ذلك ولاية جنوب ويلز الجديدة في قوانين مراقبة أماكن العمل، القوانين السارية في ولاية جنوب ويلز الجديدة، معالجة المعلومات الصحية ومعالجة المعلومات من قبل الجهات الحكومية في ولاية كوينزلاند والولايات الأخرى. <br /

### البرازيل
يقر الدستور البرازيلي بأن الخصوصية حق أساسي من حقوق الإنسان الأساسية، حتى أن الدولة لا يسمح لها بانتهاك البيانات الشخصية، العلاقات الحميمية، الحياة الخاصة، الشرف والسمعة (المادة 5، البند اكس). وفي الحالات القصوى يمكن لأمر قضائي إجازة بعض الكشف، ولكن حتى بعض المعلومات مثل المراسلات تبقى ذات حرمة مطلقة ولا يمكن حتى لأمر قضائي بالسماح للكشف عنها.

### كندا
يخضع قانون الخصوصية الكندي فيدراليا لقوانين متعددة بما في ذلك الميثاق الكندي للحقوق والحريات وقانون الخصوصية (كندا)، معظم هذه التشريعات تتعلق بتعدي المؤسسات الحكومية على الخصوصية. وأول تناول لخصوصية البيانات كان في قانون حماية المعلومات الشخصية والوثائق الإلكترونية، وتوجد تشريعات على مستوى المقاطعات للتعامل مع قضايا خاصة بحماية الخصوصية ضد المنظمات التجارية.

### الاتحاد الأوروبي
بالنسبة لأوروبا فإن المادة 8 من الاتفاقية الأوروبية لحقوق الإنسان تضمن الحق في احترام الحياة الخاصة والحياة العائلية ومنزل الفرد ومراسلاته. وطورت المحكمة الأوروبية لحقوق الإنسان في ستراسبورغ مجموعة كبيرة من نظم تشريعية لتعريف الحق في الخصوصية، ويتطلب الاتحاد الأوروبي من جميع دول الأعضاء إصدار تشريعات لضمان حقوق المواطنين في الخصوصية من خلال توجيهات مثل: الموجه 95\46 أي سي 1995 حول حماية البيانات الشخصية، والذي ينظمه في المملكة المتحدة قانون حماية البيانات 1988، وفي فرنسا تقوم اللجنة الوطنية للمعلوماتية والحريات بمراقبة حماية البيانات، واللجنة الوطنية للمعلوماتية والحريات هي هيئة حكومية والتي يجب أن توافق على التشريعات المتعلقة بالخصوصية قبل دخولها حيز التنفيذ. وفي نظم القانون المدني يندرج قانون الحق في الخصوصية ضمن نطاق الحق في حياة خاصة (الحق في الخصوصية) والذي من خلاله يمكن استدعاء من ينتهك الخصوصية، ويتوقف تفسير الحقوق الشخصية والأضرار الكبيرة على الحق في الخصوصية لحماية المراسلات، المعلومات الشخصية والكرامة. وأدت هذه الحقوق إلى زيادة أسباب الضرر في معظم الهيئات المختصة بالقانون المدني والهيئات المختصة بالقانون العام قبل التطور الفريد لحماية البيانات. 

بالرغم من وجود تشريعات شاملة لحماية الخصوصية، فقد أشارت بعض الدراسات إلى أنه على الرغم من وجود القوانين إلا أنه يوجد ضعف في التطبيق، حيث أنه لا تشعر أي مؤسسة بالمسؤولية للتحكم في الجهات المعنية وفرض قوانينها. 

وينادي الاتحاد الأوروبي إلى اعتماد مفهوم «الحق في أن تُنسى» في الدول الأخرى (هذا القانون يسمح للأفراد بإزالة الروابط التي تؤدي إلى معلومات عنهم من الإنترنت ومن محركات البحث).

### إيطاليا
وفي إيطاليا يوجد الحق في الخصوصية في المادة 15 في الدستور والذي ينص على أن: 

«إن الحرية وسرية المراسلات وكل شكل من أشكال الاتصال تعد حرمة، وقد تفرض قيود فقط بموجب قرار قضائي ينص على الأسباب ووفقا للضمانات المنصوصة في القانون».

### المملكة المتحدة
في المملكة المتحدة لا يمكن رفع دعوى لانتهاك الخصوصية، ويمكن أن ترفع دعوى تحت إحداث ضرر آخر (عادة خيانة الأمانة) ويجب أن تعد الخصوصية ضمن قانون قانون المجلس الأوروبي. وفي المملكة المتحدة أحيانا يمكن الدفاع عن كشف معلومات خاصة من أجل تحقيق المصلحة العامة. ويوجد مكتب مفوض المعلومات (آي سي أو) وهي هيئة عامة مستقلة أُنشأت لتعزيز الوصول إلى المعلومات الرسمية ولحماية المعلومات الشخصية، ويقومون بذلك من خلال تشجيع الممارسات الجيدة، الحكم في الشكاوى الجديرة، تزويد الأفراد والمؤسسات بالمعلومات، واتخاذ الإجراءات عند خرق القانون. وتشمل القوانين ذات الصلة بالخصوصية في المملكة المتحدة: قانون حماية البيانات 1998، قانون حرية المعلومات 2000، تشريعات المعلومات البيئية 2004، تشريعات الخصوصية والاتصالات الإلكترونية 2003. ويتيح مكتب مفوض المعلومات في الإنترنت «أدوات المعلومات الشخصية» والتي تشرح مفصلا الطرق المختلفة لحماية الخصوصية في الإنترنت.

### الولايات المتحدة
بالرغم من أن الدستور لا يتضمن صراحة الحق في الخصوصية، لكن الخصوصية الفردية والمكانية محفوظتين ضمنيا في الدستور تحت التعديل الرابع، ووجدت المحكمة العليا في الولايات المتحدة أن الضمانات الأخرى فيها «غبش» والتي تمنح ضمنيا حق الخصوصية ضد تدخل الحكومة، ولقد كان الحق في الخصوصية هو المبرر للقرارات التي تشتمل على مجموعة كبيرة من قضايا الحريات المدنية، بما في ذلك قضية بيرس ضد جمعية الأخوات، والتي أبطلت مبادرة ناجحة من ولاية أوريغون تتطلب فرض التعليم العام الإجباري، وقضية جريسولد ضد كونيكتيكت، والتي كما في حالة جريسولد ضد كونيكتكت (1965)  والتي تم من خلالها التعبير عن الحق في الخصوصية للمرة الأولى بشكل صريح، وقضية رو ضد واد والتي ضربت بعرض الحائط قانون الإجهاض في تكساس، وبالتالي قيدت من سلطات الولاية في فرض القوانين ضد الإجهاض، وقضية لورانس ضد تكساس، والتي ضربت بعرض الحائط قانون اللواط، وبالتالي قللت من سلطات الولاية في فرض القوانين التي تتعلق باللواط. وفي الولايات المتحدة إن حق حرية التعبير الممنوح في التعديل الأول حد من تأثير دعاوى قضائية لانتهاك الخصوصية. وتُنظم الخصوصية في الولايات المتحدة عن طريق قانون الخصوصية 1974 وقوانين مختلفة في الولايات.وينطبق قانون الخصوصية 1974 فقط على الوكالات الفيدرالية في الفرع التنفيذي للحكومة الفدرالية. ولقد تأسست حقوق معينة للخصوصية في الولايات المتحدة من خلال تشريعات مثل: قانون حماية خصوصية الأطفال في الإنترنت،  قانون جرام ليتش بليلي، قانون إخضاع التأمين الصحي لقابلية النقل والمحاسـبة. 

وغالبًا تتم الإشارة إلى مقال صدر في الإصدار الخامس عشر من ديسمبر 1890 من هارفارد لو ريفيو، كتبه المحامي صامويل وارين والقاضي الذي شغل منصبًا بعد ذلك في المحكمة العليا لويس برانديس وكان عنوانه «الحق في الخصوصية» (The Right To Privacy)، على أنه أول إعلان صريح في حق الأمريكيين في الخصوصية  ويخضع هذا الحق للكثير من الجدل. ويقول البنائيون الصارمون أن هذا الحق غير موجود (أو على الأقل أن المحكمة العليا لا تمتلك الاختصاص لحماية مثل هذا الحق)، في حين أن بعض التحرريين يقولون إن هذا الحق يبطل العديد من أنواع المراقبة المدنية المسموح بها حاليًا (التنصت على المكالمات الهاتفية والكاميرات العامة وما إلى ذلك). 

كما تمنح أغلب الولايات كذلك الحق في الخصوصية وتشير إلى أربعة أضرار اعتمادًا على هذا الحق:
- التطفل على العزلة أو الوحدة، أو في الشئون الخاصة.
- الكشف العام للحقائق الخاصة المحرجة.
- الدعاية التي تضع الشخص في موضع خاطئ أمام العامة.
- حق الشخصية في الحصول على الاسم أو ما شابه ذلك.

### مؤشر الخصوصية
```
وقام مركز معلومات الخصوصية الإلكترونية بوضع كلا من البرازيل، أستراليا، اليابان وجنوب أفريقيا في مستوى أعلى للخصوصية في مؤشر الخصوصية (حوالي 2.2)، ووضع في الجزء السفلي من القائمة الولايات المتحدة والمملكة المتحدة (حوالي 1.4).
[
36
]
```

```
وقام مركز معلومات الخصوصية الإلكترونية بوضع كلا من البرازيل، أستراليا، اليابان وجنوب أفريقيا في مستوى أعلى للخصوصية في مؤشر الخصوصية (حوالي 2.2)، ووضع في الجزء السفلي من القائمة الولايات المتحدة والمملكة المتحدة (حوالي 1.4).
[
36
]
```

## المزامنة الذاتية للخصوصية
يقصد بالمزامنة الذاتية للخصوصية الوضع الذي يكون فيه أصحاب العلاقة المعنيون في الشركة بالمساهمة بشكل عفوي في التعاون لتحقيق النجاح الأقصى لبرنامج الخصوصية في الشركة، وقد يكونوا عملاء، موظفين، مدراء، مدراء تنفيذيين، موردين، شركاء أو مستثمرين، وعندما يتم الوصول إلى المزامنة الذاتية للخصوصية فإن النموذج ينص على أن المصالح الشخصية للأفراد تجاه خصوصيتهم متوازنة مع المصالح التجارية للشركة التي تجمع وتستخدم المعلومات الشخصية لهؤلاء الأفراد.

## الصحافة
غالبًا ما يقال، خصوصًا من قبل أولئك الذين يظهرون في مجال الإعلام، إن حقهم في الخصوصية يتم انتهاكه عندما يتم الإعلان عن تفاصيل حياتهم الشخصية في الصحف. ومع ذلك، فإن وجهة نظر الصحافة تتمثل في أن العامة لهم الحق في التعرف على المعلومات الشخصية الخاصة بأولئك المعروفين بأنهم شخصيات عامة. ويتم تسجيل هذا التمييز في أغلب الأعراف القانونية على أنه عنصر من عناصر حرية التعبير.

الحق في الخصوصية في الإعلام  

في المسلسل التلفزيوني «ويست وينج» في موسم عام 1999 في حلقة «قائمة قصيرة» تناولت الحلقة قضية الحق في الخصوصية والتي تفاقمت عندما عينت المحكمة العليا قاضيا، وترى الشخصية سام سيبورن أن الخصوصية في الإنترنت ستكون مشكلة اجتماعية كبيرة في العقدين المقبلين.